# Symbolophorus californiensis
Symbolophorus californiensis és una espècie de peix marí de la família dels mictòfids i de l'ordre dels mictofiformes.

## Morfologia
- Els adults poden assolir 11 cm de longitud total.
- Nombre de vèrtebres: 37-40.[4][5]

## Reproducció
És ovípar amb larves i ous planctònics.

## Alimentació
Els adults mengen petits crustacis.

## Depredadors
És depredat per altres peixos (Trachurus symmetricus, Thunnus alalunga i espècies de la família Scorpionidae), cefalòpodes, ocells i mamífers marins (Zalophus californianus als Estats Units).

## Hàbitat
És un peix marí i d'aigües profundes que viu entre 0-1497 m de fondària.

## Distribució geogràfica
Es troba al Pacífic nord: Japó i des d'Alaska fins a la Península de Baixa Califòrnia (Mèxic).